# Jeopardy
Jeopardy è il primo album in studio dei The Sound, pubblicato nel 1980.

## Produzione
Primo frutto del contratto siglato dalla band con la Korova (WEA), il disco vide stanziato un budget modesto per la produzione (800 sterline), che risultò infatti piuttosto ruvida ed essenziale, ma ciò nulla tolse alla forza dei brani, quasi tutti dei potenziali singoli, alcuni ancora influenzati dalle radici punk rock di Adrian Borland e Graham Bailey, altri già diretti decisamente verso le sonorità del post-punk, con un uso semplice ma efficace delle tastiere, suonate da Bi Marshall. Degli 11 brani inseriti, quattro erano già stati scritti in precedenza; tra le canzoni nuove, brani come I Can't Escape Myself e Hour of Need sono un esempio significativo dei testi introspettivi e autobiografici di Borland. L'album raccolse critiche molto positive su tutte le principali riviste specializzate, quali NME, Melody Maker e Sounds, ma le vendite non furono all'altezza del suo valore artistico.

## Tracce
1. I Can't Escape Myself – 3:56
2. Heartland – 3:34
3. Hour Of Need – 3:03
4. Words Fail Me – 2:59
5. Missiles – 5:28
6. Heyday – 3:03
7. Jeopardy – 3:38
8. Night Versus Day – 3:17
9. Resistance – 2:48
10. Unwritten Law – 3:40
11. Desire – 3:19

## L'EPLive Instinct
L'album è stato ristampato nel 2002 dalla Renascent Records includendo l'EP Live Instinct, originariamente pubblicato dalla Korova nel 1981, che contiene quattro tracce registrate dal vivo al The Venue di Londra il 14 gennaio 1981. Le tracce sono le seguenti:
1. Heartland – 3:20
2. Brute Force – 4:07
3. Jeopardy – 3:47
4. Coldbeat – 4:10

## Formazione
- Adrian Borland - chitarra, voce
- Michael Dudley - batteria
- Graham Green - basso
- Benita "Bi" Marshall - tastiere